# 調和数
調和数（ちょうわすう、英: harmonic divisor number）とは、自然数のうち、全ての正の約数の調和平均が整数値になる数のことである。最小は 1 で、その次は 6 である。実際、6 の正の約数4個の調和平均は
{\displaystyle {\frac {4}{{\frac {1}{1}}+{\frac {1}{2}}+{\frac {1}{3}}+{\frac {1}{6}}}}=2} で整数値となるので 6 は調和数である。
自然数nの調和数の判定は、 n×(nの約数の個数)/(nの約数の総和) が割り切れるかどうかで判定でき、約数関数が利用される。
調和数が無数に存在するかどうかは分かっていない。また、1 以外の奇数の調和数は発見されておらず、存在するかどうかも分かっていない。
完全数は偶数のみが確認されており、偶数の完全数mは、その定義から、mの約数の総和が2mであり、かつ、mの約数の個数が偶数であるので、調和数である。
調和数の列は
1, 6, 28, 140, 270, 496, 672, 1638, 2970, 6200, 8128, 8190, …（オンライン整数列大辞典の数列 A001599）である。
この調和数の列に対して、各調和数の正の約数の調和平均の列は
1, 2, 3, 5, 6, 5, 8, 9, 11, 10, 7, 15, …（オンライン整数列大辞典の数列 A001600）
である。

## その他調和数に関連すること
n までの自然数の逆数和、つまり調和級数の部分和は調和数と呼ばれる。この調和数は n ≥ 2 では整数値にならないことが知られている。区別のため完全数が含まれるほう（本項目）の調和数をオアの調和数と呼ぶこともある。オアは1948年に調和数の概念を考案した数学者の名前である。